# 王补宣
王补宣（1922年2月5日—2019年8月31日），男，江苏无锡人，中国热工学、传热传质学、工程热力学家，清华大学教授。

## 生平
生于江苏无锡。1943年毕业于西南联合大学工学院。1949年获美国普渡大学硕士学位。1980年当选为中国科学院学部委员（院士）。